# Phyllophorinae
Phyllophorinae (лат.) — подсемейство кузнечиков.

## Распространение
Встречаются в Австралии и Юго-Восточной Азии.

## Описание
Надкрылья широкие, переднеспинка с характерным задним выступом, прикрывающим часть надкрылий (а у личинок и брюшко). Голова конусовидная (гипогнатическая) со сближенными или соприкасающимися крупными усиковыми впадинами, рострум широкий. Характерно исчезновение стридуляционного аппарата. Боковые края пронотума зубчатые.

## Классификация
Около 10 родов. Близки к Mecopodinae.
- Hyperhomala Serville, 1831
- Microsasima de Jong, 1972
- Parasasima Willemse, 1955
- Phyllophora Thunberg, 1815
- Phyllophorella Karny, 1924
- Phyllophorina Karny, 1924
- Sasima Bolívar, 1903
- Sasimella Karny, 1924
- Sasimoides Karny, 1924
- Siliquofera Bolívar, 1903
- Siliquoferella Karny, 1924
- Strongyloderus Westwood, 1834